# Oncidium wentworthianum
O Oncidium wentworthianum é uma espécie de orquídeas do gênero Oncidium, da subfamília Epidendroideae, pertencente à  familia das Orquidáceas. É nativa de Chiapas, no México e de El Salvador.

## Sinônimos
- Oncidium hagsaterianum R. Jiménez & Soto Arenas (1993)